# Ефимов, Вячеслав Борисович
Вячесла́в Бори́сович Ефи́мов (1923—1943) — младший сержант Рабоче-крестьянской Красной Армии, участник Великой Отечественной войны, Герой Советского Союза (1944).

## Биография
Вячеслав Ефимов родился в октябре 1923 года в Твери. После окончания семи классов школы № 7 (ныне Тверская гимназия № 6) учился в Калининском машиностроительном техникуме. В октябре 1941 года добровольно пошёл на службу в Рабоче-крестьянскую Красную Армию. С весны 1942 года гвардии младший сержант Вячеслав Ефимов был минёром 10-го гвардейского отдельного батальона минёров 43-й армии Калининского фронта. Отличился во время выполнения особого задания во вражеском тылу в Смоленской области.
В мае 1943 года Ефимов находился в составе разведывательно-диверсионной группы. 12 мая 1943 года в районе деревни Княжино Руднянского района группа была обнаружена противником и, несмотря на численное преимущество последнего, более двух часов вела бой с ним. В том бою Ефимов погиб. Похоронен в деревне Микулино того же района.
Указом Президиума Верховного Совета СССР от 4 июня 1944 года за «образцовое выполнение боевых заданий командования на фронте борьбы с немецкими захватчиками и проявленные при этом мужество и героизм» младший сержант Вячеслав Ефимов посмертно был удостоен высокого звания Героя Советского Союза. Тем же указом это звание было присвоено и остальным участникам боя: Колосову, Безрукову, Базылеву, Мягкому, Горячеву.
Навечно зачислен в списки личного состава воинской части. В его честь названа улица в Твери. 8 мая 1945 года на братской могиле группы Ефимова установлен монумент.